# 塩素化
塩素化（えんそか、chlorination）とは化合物に塩素原子を導入する化学反応のことをいう。文脈によっては塩素化反応を使用した実験手法・技術のことを指す場合もある。

## アルコールの塩素化
アルコールの水酸基は種々の方法でクロロ基に置換することができる。

### 塩化水素を用いる方法
塩化物イオンは求核性が他のハロゲンと比べて乏しいので、一級アルコールや二級アルコールと塩化水素の反応で対応する塩化アルキルを得ることはできない。これは臭化水素が第一級アルコールや第二級アルコールと反応して対応する臭化アルキルを与えるのと対照的である。
三級アルコールはSN1反応により対応する塩化アルキルへと変換される。
(CH3)3C-OH + HCl → (CH3)3C-Cl + H2O

### 塩化チオニルを用いる方法
アルコールは塩化チオニルとの反応により対応する塩化アルキルを与える。副生成物である二酸化硫黄と塩化水素はいずれも室温で気体であることから、容易に系から除くことができる。この方法は比較的温和な条件で進行するため実験室では常用されるが、原子効率(アトムエコノミー)が低いため工業的には他の方法が用いられることが多い。

### アッペル反応
トリフェニルホスフィンと四塩化炭素の作用により、アルコール (R-OH) を塩化アルキル (R-Cl) に変換する手法。穏和な条件で有機化合物にハロゲン原子を導入できる手法であり、一級、二級、そしてほとんどの第三級アルコールに対して適用できる。

## オレフィンの塩素化
オレフィンへの塩化水素付加はマルコニコフ則に従った生成物を得ることができる。

## カルボン酸塩化物の合成
カルボン酸塩化物はカルボン酸と塩化チオニルの反応で合成される。このとき、触媒量のN,N-ジメチルホルムアミドを加えると反応が速やかに進行する。
R-COOH + SOCl2 → R-COCl + SO2 + HCl
三塩化リンや五塩化リン、塩化スルフリルを用いて合成することもできる。
R-COOH + PCl5 → R-COCl + POCl3 + HCl
塩化オキサリルを使う方法もよく使われる。
R-COOH + (COCl)2 → R-COCl + CO + CO2 + HCl